# 青柿ひろし
青柿 ひろし（あおがき ひろし、1963年5月20日 - ）は、日本の俳優、舞台監督。東京都出身。優企画所属。

## 人物
身長177cm。体重70kg。血液型はA型。
1983年、俳協付属俳優養成所卒業。
1986年、劇団「六文銭」を旗揚げ。 
趣味は散歩、ひなたぼっこ。
特技は水泳、スケート、乗馬、殺陣、日舞、アクション、ジャグリング。

## 出演作品

### テレビドラマ
- NHK大河ドラマ
  - 信長 KING OF ZIPANGU（1992年）
    - 第24話
    - 第30話
    - 第35話

  - 炎立つ（1993年）
  - 花の乱（1994年） - 近習
  - 徳川慶喜（1998年）
- じゃじゃ馬ならし（1993年、フジテレビ）※ノンクレジット[3]
- RUN 第1話（1993年、TBS）
- プリズンホテル2（1995年、TBS）
- 君と出逢ってから 第13話（1996年、TBS） - 看守
- せいぎのみかた（1997年、よみうりテレビ・日本テレビ）
- ラブとエロス 第10、11話（1998年、TBS）
- スキッと一心太助 第7話（1999年、NHK）
- ウルトラマンコスモス 第50話（2002年、MBS） - 刑事 ※未放送
- 新・愛の嵐 第22話（2002年、東海テレビ・フジテレビ） - 山根
- 奪還～日本人拉致25年目の真相 ～拉致された日本人の役割と北朝鮮秘密工作ナゾを解く完全再現～ （2003年、日本テレビ）

### テレビ番組
- 今あの歌・ヒット曲（1987年、テレビ東京） - アシスタント

### 舞台
- 白き大地に咲く一輪の華のごとく 新・義経伝説
- 明日生きる君のために
- 散華・花吹雪舞う中で
- かぎろひ

### 映画
- YYK論争 永遠の誤解（1999年）

### CM
- ゲームソフト・天誅

### ラジオドラマ
- 水晶のペンダント

## 舞台監督作品
※すべて俳協演劇研究所製作
- カレッジ・オブ・ザ・ウインド（2011年）
- 結婚契約破棄宣言（2012年）
- 夫婦レコード（2013年）
- ダブルキャスト（2013年）
- 親の顔が見たい（2014年）
- ゴジラ（2014年）
- 萩家の三姉妹（2015年）